# Республіканська премія ЛКСМУ імені Миколи Островського
Республіка́нська пре́мія ЛКСМУ і́мені Мико́ли Остро́вського — премія Української РСР за видатні досягнення в різноманітних галузях культури.

## Історія
Премію засновано 1958 року Центральним комітетом Ленінської комуністичної спілки молоді України (ЛКСМУ). Названо на честь радянського письменника М. О. Островського. Присуджувалася бюро ЦК ЛКСМ України за кращі літературні, журналістські і публіцистичні, музичні, концертно-виконавські твори, досягнення в галузі образотворчого і театрального мистецтва й кінематографії. 
У 1959–1963 роках присуджувалася щороку, 1964 року не присуджувалася, у 1965–1968 роках — щороку, з 1968 року — раз на два роки. Присудження премії відбувалося 29 жовтня — на день народження Ленінського комсомолу. Розмір премії складав 1 тис. крб.